# Луглаг
Луглаг — Луговой лагерь, (Особый лагерь № 9, Особлаг № 9) с центром в с. Долинском, Казахстан

## История
Луговой лагерь, Луглаг, (адрес «п/я 50/9»), особый лагерь для политзаключённых был организован 10.10.1949. Закрыт 01.09.1951, реорганизован в Спасское лаготделение, переданное в состав Песчанлага.
Максимальное число заключённых приводится на 1 сентября 1951 г. — 12 тысяч 717 человек. Как следует из Приказа № 0612 по МВД СССР от 01.09.1951 Луглаг был организован для содержания инвалидов из особлагов «в целях улучшения руководства особлагами, расположенными в Карагандинской обл., усиления режима трудового использования з/к и сокращения расходов». А. И. Солженицын называет Спасск, основное отделение Луглага, «всесоюзной инвалидкой». В январе-марте 1951 г. в Луглаг передано лаготделение Талды-Кудук Карлага с 1309 инвалидами. Мотивировка закрытия Луглага — «особо опасные преступники содержатся только в Спасском ЛО, для руководства которым достаточно аппарата этого ЛО» (Пр. 0612 МВД от 01.09.1951). Талды-Кудукское лаготделение с заключёнными «общего контингента» при закрытии Луглага было возвращено в Карлаг.

## Выполняемые работы
Хотя Луглаге находились в основном инвалиды, список работ выполняемых в лагере весьма обширен. Это работы промышленных предприятий по добыче и выпуску местных строительных материалов, в том числе:
- производство кирпича, самана, извести, гипса и мрамора
- производство керамических изделий (плитки, кафеля, посуды)
- добыча бутового камня и минеральных красок
- сельскохозяйственные работы в лагпунктах Джумабек и Талды-Кудук (ферма Джанакой)
- капитальное и жилищное строительство
- распиловка и обработка леса

## Лагерь в художественной литературе
Вот как А. И. Солженицын описывает работы в центральном лаготделении Луглага, Спасске, ещё до организации данного лагеря:

В Спасск присылали инвалидов — конченных инвалидов, которых уже отказывались использовать в своих лагерях. Но, удивительно! — переступив целебную зону Спасска, инвалиды разом обращались в полноценных работяг. Для полковника Чечева, начальника всего Степлага, Спасское лагерное отделение было из самых любимых. Прилетев сюда из Караганды на самолёте, дав себе почистить сапоги на вахте, этот недобрый коренастый человек шёл по зоне и присматривался, кто ещё у него не работает. Он любил говорить: «Инвалид у меня во всем Спасске один — без двух ног. Но и он на лёгкой работе — посыльным работает». Одноногие все использовались на сидячей работе: бой камня на щебёнку, сортировка щепы. Ни костыли, ни даже однорукость не были препятствием к работе в Спасске. Это Чечев придумал — четырёх одноруких (двух с правой рукою и двух с левой) ставить на носилки. Это у Чечева придумали — вручную крутить станки мехмастерских, когда не было электроэнергии. Это Чечеву нравилось — иметь «своего профессора», и биофизику Чижевскому он разрешил устроить в Спасске лабораторию (с голыми столами). Но когда Чижевский из последних бросовых материалов разработал маску против силикоза для джезкаганских работяг, — Чечев не пустил её в производство. Работают без масок, и нечего мудрить. Должна же быть оборачиваемость контингента.

## Начальники
- Слюсаренко А. И., подполковник, с 10.10.1949 по 13.03.1951.
- Белолипецкий С. Е., генерал-майор, с 13.03.1951 по 01.09.1951.